# اسکار مستر
اسکار مستر (آلمانی: Oskar Messter; ۲۱ نوامبر ۱۸۶۶ – ۶ دسامبر ۱۹۴۳) تهیه‌کننده فیلم، مخترع و کارآفرین و سرمایه‌دار بانفوذ آلمانی در سال‌های آغازین سینما بود.
از فیلم‌ها یا مجموعه‌های تلویزیونی که وی در آن‌ها نقش داشته است می‌توان به ترس، پسر هانیبال و مرد درون آینه اشاره نمود.

## مشارکت‌ها
اسکار مِسْتِر به‌عنوان فردی نوآور شناخته می‌شد که ذهن خلاق خود را به‌خوبی در کاوش و بهره‌برداری از رسانه نوپای سینما، چه در حوزه علمی و چه در حوزه تجاری، به کار گرفت. از جمله مهم‌ترین دستاوردهای او می‌توان به موارد زیر اشاره کرد:
- عکاسی اسلوموشن از شکوفایی گل‌ها در اوایل سال ۱۸۹۷.
- انجام آزمایش‌های گوناگون در زمینه سینمای میکروسکوپی بین سال‌های ۱۹۰۰ تا ۱۹۱۰؛
- ساخت نخستین استودیوی فیلم‌سازی در آلمان در سال ۱۹۰۰ که دارای چهار چراغ نورپردازی مصنوعی بود و امکان کار مستقل از نور خورشید و زمان را فراهم می‌کرد. در سال ۱۹۰۱، به‌دلیل نیاز به فضای بیشتر، این استودیو را به مکانی مشابه منتقل کرد. سپس در سال ۱۹۰۵، یک کارگاه شیشه‌ای را به استودیویی سینمایی با سقف بلند و اتاق‌های جانبی برای نگهداری دکورها و لباس‌ها تبدیل کرد. در این استودیو، وابسته به نور طبیعی بود، اما به‌تدریج از بازتاب‌دهنده‌های قوسی برای ترکیب نور طبیعی و مصنوعی استفاده کرد. پس از چند سال، این فضا نیز کافی نبود، بنابراین دو طبقه دیگر اجاره کرد و یک سازه معلق با موتور الکتریکی ساخت که امکان جابجایی بازتاب‌دهنده‌ها یا دوربین‌ها را در اطراف صحنه فراهم می‌کرد.
- نخستین نمایش‌های فیلم‌های صداگذاری‌شده در آلمان در سال ۱۹۰۳؛
- تجهیز بیش از ۵۰۰ سالن سینما به سیستم هم‌زمان‌سازی الکترومکانیکی با دستگاه «تون‌بیلدِر بیوفون» بین سال‌های ۱۹۰۵ تا ۱۹۱۳. این دستگاه، یک سامانه الکترومکانیک هم‌زمان‌سازی بود که با کمک جریان برق، سرعت موتور آپارات سینما و گرامافون را هم‌زمان تنظیم می‌کرد.
- نمایش فیلم‌های ناطق به زبان انگلیسی در نمایشگاه جهانی سن‌لوئیس در ایالت میزوری آمریکا در سال ۱۹۰۴.
- تولید مجموعاً ۳۲۶ فیلم صامت بین سال‌های ۱۸۹۶ تا ۱۹۱۸. تا سال ۱۹۱۰ همه این فیلم‌ها کوتاه‌مدت بودند، اما از سال ۱۹۱۱ به بعد، فیلم‌های متوسط و بلندمدت نیز تولید کرد؛
- پایه‌گذاری مفهوم «ستاره‌سازی» با ترویج چهره بازیگر زن، هنی پورتن بین سال‌های ۱۹۱۰ تا ۱۹۱۸.
- عرضه پروژکتور استاندارد «تائوماتوگراف مدل هفدهم» به بازار در سال ۱۹۱۴؛
- تأسیس بخش خبری فیلمی با عنوان هفته‌نامهٔ تصویری مستر در سال ۱۹۱۴؛
- تولید دوربین‌های شناسایی نظامی با سرعت بالا در سال ۱۹۱۵؛
- سازمان‌دهی انجمن فنی-سینمایی آلمان؛
- بازسازمان‌دهی فعالیت‌های سینمایی‌اش در قالب یک کنسرسیوم متشکل از سه شرکت متمایز در سال ۱۹۰۱: «شرکت پخش و تولید فیلم مستر» (با مسئولیت محدود) برای تولید و توزیع فیلم، «شرکت کارگاه‌های مکانیکی متحد» (با مسئولیت محدود) برای ساخت تجهیزات اپتیکی-مکانیکی و «شرکت نمایش فیلم کُزمُوگراف» (با مسئولیت محدود) برای نمایش فیلم در سالن‌های سرگرمی.